# Chair inquiète
Pour plus de détails, voir Fiche technique et Distribution.
Chair inquiète (Carne inquieta) est un melodramma strappalacrime italien réalisé par Silvestro Prestifilippo (it) et sorti en 1952.
Il s'agit d'une adaptation du roman La carne inquieta de Leonida Repaci, paru en 1930.

## Synopsis
Peppe est un garçon de Calabre qui tombe amoureux de Fema, une jeune fille membre d'une famille noble locale. Le refus du père de la jeune fille à leur demande en mariage convainc le couple de faire une fugue prénuptiale, mais les habitants de la ville leur mettent des bâtons dans les roues.

## Fiche technique
- Titre italien : Carne inquieta[1]
- Titre français : Chair inquiète[2]
- Réalisateur : Silvestro Prestifilippo (it)
- Scénario : Carlo Musso, Silvestro Prestifilippo (it), Jacques Rémy d'après le roman La carne inquieta de Leonida Repaci
- Photographie : Carlo Nebiolo
- Montage : Mario Serandrei
- Musique : Alessandro Cicognini
- Décors : Carlo Egidi (it), Vittorio Valentini
- Production : Paolo Montesano
- Société de production : Montesano Film
- Pays de production :  Italie
- Langue originale : italien
- Format : Noir et blanc - 1,37:1
- Durée : 100 minutes
- Genre : Melodramma strappalacrime
- Dates de sortie :
  - Italie : 1952 (visa délivré le 14 janvier 1952)
  - France : 18 mai 1955[2]

## Distribution
- Raf Vallone : Peppe Lamia
- Marina Berti : Fema Ferrara
- Clara Calamai : Marquise de Francavilla
- Luigi Cimara : Duc de Moliterno
- Achille Millo : Franco
- Maria Zanoli : Angela Ferrara
- Pina Piovani :
- Gino Saltamerenda :
- Liliana Tellini :
- Angelo Dessy :
- Ada Colangeli :
- Diana Lante :